# Ел Силгеро, Пуебло Нуево (Колон)
Ел Силгеро, Пуебло Нуево (шп. El Cilguero, Pueblo Nuevo) насеље је у Мексику у савезној држави Керетаро у општини Колон. Насеље се налази на надморској висини од 2752 м.

## Становништво
Према подацима из 2010. године у насељу је живело 9 становника.

### Хронологија
| Година       | 2000         | 2005 | 2010 |
| ------------ | ------------ | ---- | ---- |
| Становништво | 37 (17 / 20) | 15   | 9    |

### Попис
| # | Индикатор                     | Вредност |
| - | ----------------------------- | -------- |
| 1 | Укупно домаћинстава           | 5        |
| 2 | Укупно насељених домаћинстава | 1        |
| 3 | Величина локације             | 1        |